# Zouhair Makhlouf
Pour les articles homonymes, voir Makhlouf.
Zouhair Makhlouf est un homme politique tunisien.

## Biographie
Journaliste, il publie des articles dans Al Mawkif, hebdomadaire du Parti démocrate progressiste dont il est membre, et sur le site Assabilonline basé en Allemagne. Il est condamné le 1er décembre 2009 à trois mois de prison ferme et 6 000 dinars à titre de dommage moral pour « atteinte au droit de l'image » par le tribunal de première instance de Grombalia, pour avoir réalisé un reportage vidéo sur l'état de l'environnement dans une zone industrielle à Nabeul. Reporters sans frontières estime alors qu'il est victime d'une « affaire montée de toutes pièces ».
Le 21 décembre 2015, il est démis de ses fonctions de vice-président de l'Instance vérité et dignité.
Ancien membre d'Ennahdha, il est élu député lors des élections législatives de 2019 dans la deuxième circonscription de Nabeul pour le parti Au cœur de la Tunisie. Conseiller municipal d'El Maâmoura, il perd automatiquement son mandat local lorsqu'il prend ses fonctions de député.
Le 25 décembre 2019, il devient membre de la commission parlementaire des droits et libertés.
Le 14 mai 2020, il démissionne d'Au cœur de la Tunisie ainsi que de son bloc parlementaire.
Poursuivi en octobre 2019 pour « exhibition » et « harcèlement sexuel » à l'encontre d'une jeune lycéenne, son immunité parlementaire le protège initialement des poursuites judiciaires. Cependant, il est assigné à résidence le 16 août 2021 à la suite du gel des activités du parlement et à la levée de l'immunité parlementaire des députés. Le 12 novembre 2021, il est condamné à un an de prison ferme pour harcèlement sexuel et outrage public à la pudeur par le tribunal de Nabeul qui émet un mandat de dépôt.